# Elias Hütter
Elias Hütter (* 23. Juli 1774 in Wien; † 25. März 1865 ebenda) war ein österreichischer Bildhauer, Plastiker und Porzellanmodellierer.

## Leben
Hütter war Sohn des damaligen Hausmeisters der Wiener Porzellanmanufaktur. 1788 begann er sein Studium an der Akademie der bildenden Künste in Wien. 1789 wurde er Schüler des Bildhauers und Porzellanmodellierers Anton Grassi. 1804 wird Hütter als Bossierer erwähnt, nach dem Tod Grassis wurde er zum Modellmeister befördert.  1857 schied Elias Hütter als letzter Meister der Wiener Porzellanmanufaktur aus und trat in den Ruhestand. Sein Spezialgebiet waren Bisquitbüsten, die er für Mitglieder des Kaiserhauses und Personen des öffentlichen Lebens anfertigte. So entstand bereits 1802 eine klassizistische Büste Erzherzog Karls, fünf Jahre später fertigte er vier weitere Büsten anderer Erzherzöge an. Damit war er so erfolgreich, dass für die nächsten Jahrzehnte weiterhin mit Aufträgen aus dem Wiener Hof versorgt war. Der Porträtstil des Elias Hütter war realistisch.

## Werke (Auszug)

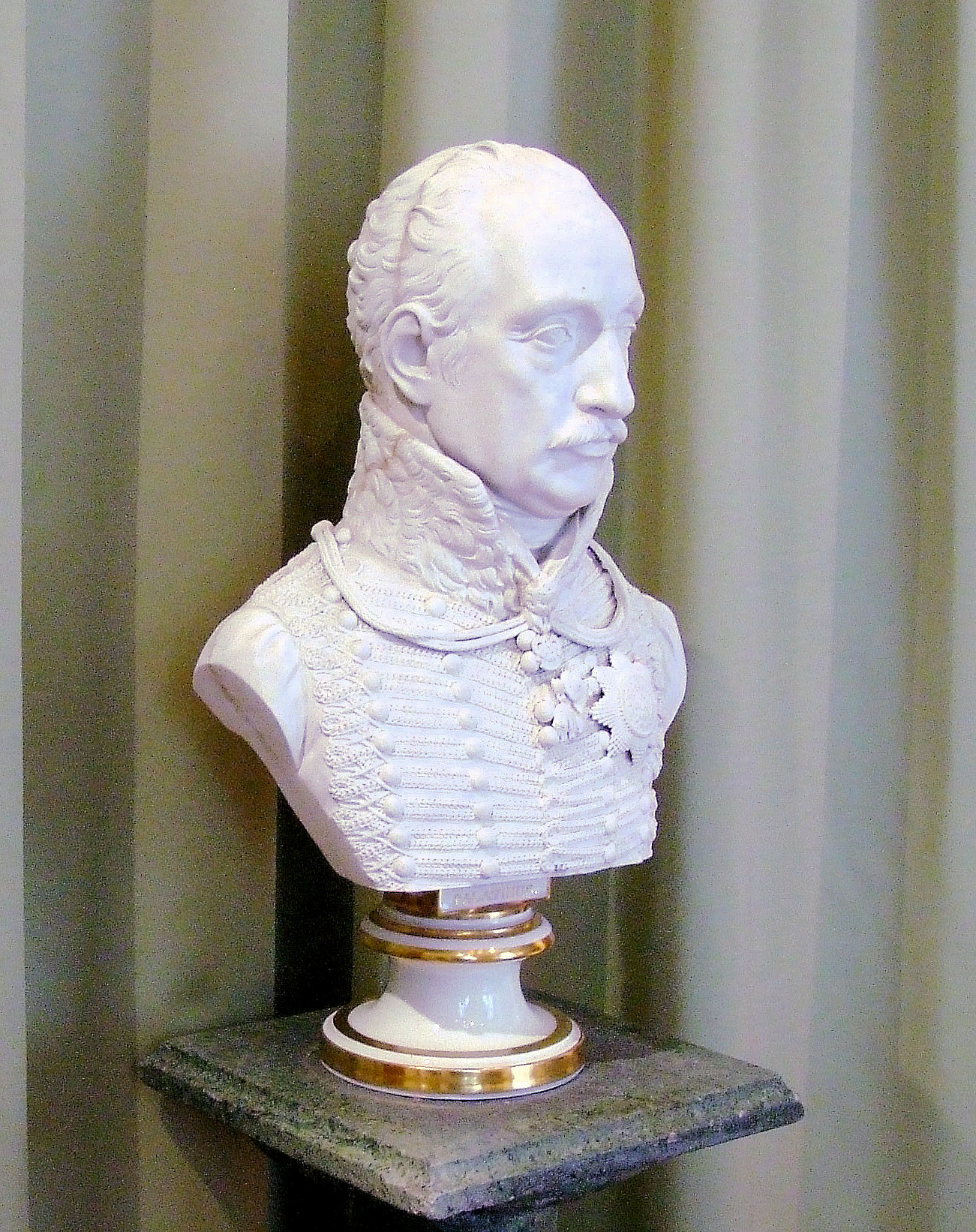
Bildnisbüste Joseph von Österreich von Elias Hütter

- Bildnisbüste Erzherzog Karl, 1802, Bisquitporzellan, Heeresgeschichtliches Museum, Wien
- Bildnisbüste Erzherzog Johann, 1821, Bisquitporzellan, Heeresgeschichtliches Museum, Wien
- Bildnisbüste Johann Philipp Graf Stadion, 1821, Bisquitporzellan, Heeresgeschichtliches Museum, Wien